# Dig Me Out
Az 1997-es Dig Me Out a Sleater-Kinney harmadik nagylemeze. 2005-ben a Spin magazin A 100 legjobb album, 1985–2005 listáján a 24. lett. Szerepel az 1001 lemez, amit hallanod kell, mielőtt meghalsz című könyvben. 2008-ban a Dig Me Out dalt a Rolling Stone minden idők 44. legjobb gitárdalának nevezte.
Ez volt az együttes első albuma a Kill Rock Stars-nál, ezen debütált Janet Weiss dobos. A borítója tisztelet a The Kinks 1965-ös albuma, a The Kink Kontroversy előtt.
A One More Hour dal 1998. június 1-jén jelent meg kislemezként, kizárólag az európai piacon. Hanglemez és CD formában is megjelent, a B-oldalon mindkét esetben az I Wanna Be Your Joey Ramone volt. A CD verzión egy harmadik szám, a Don't Think You Wanna is szerepel, ez először az együttes debütáló albumán jelent meg két évvel korábban.

## Az album dalai
|     | Cím                           | Szerző(k)      | Hossz |
| --- | ----------------------------- | -------------- | ----- |
| 1.  | Dig Me Out                    | Sleater-Kinney | 2:40  |
| 2.  | One More Hour                 | Sleater-Kinney | 3:19  |
| 3.  | Turn It On                    | Sleater-Kinney | 2:47  |
| 4.  | The Drama You've Been Craving | Sleater-Kinney | 2:08  |
| 5.  | Heart Factory                 | Sleater-Kinney | 3:54  |
| 6.  | Words and Guitar              | Sleater-Kinney | 2:21  |
| 7.  | It's Enough                   | Sleater-Kinney | 1:46  |
| 8.  | Little Babies                 | Sleater-Kinney | 2:22  |
| 9.  | Not What You Want             | Sleater-Kinney | 3:17  |
| 10. | Buy Her Candy                 | Sleater-Kinney | 2:02  |
| 11. | Things You Say                | Sleater-Kinney | 2:56  |
| 12. | Dance Song '97                | Sleater-Kinney | 2:49  |
| 13. | Jenny                         | Sleater-Kinney | 4:02  |

## Közreműködők
- Carrie Brownstein – gitár, ének
- Corin Tucker – ének, gitár
- Janet Weiss – dob, ütőhangszerek
- Jessica Lurie – szaxofon az It's Enough-on

## Fordítás
Ez a szócikk részben vagy egészben a Dig Me Out című angol Wikipédia-szócikk ezen változatának fordításán alapul.  Az eredeti cikk szerkesztőit annak laptörténete sorolja fel. Ez a jelzés csupán a megfogalmazás eredetét és a szerzői jogokat jelzi, nem szolgál a cikkben szereplő információk forrásmegjelöléseként.